# Фресно
Фре́сно (англ. Fresno, МФА: [ˈfrɛznoʊ]) — город в США, Калифорния. Центр округа Фресно. Расположен в калифорнийской Центральной долине.
Население в 2018 году по оценке составляет 530 093 человек, что делает город пятым в списке крупнейших городов Калифорнии и 34-м по США.
Город является культурным и экономическим центром второй по величине городской агломерации Калифорнийской долины, с населением 972 297 жителей.

## История
Дважды (1967, 2000) город был награждён премией All-America City Award (с англ. — «Всеамериканский город») присуждаемой Национальной гражданской лигой, которую неофициально называют «Нобелевской премией за конструктивное гражданство» и которая выдается за активную гражданскую позицию жителей некорпоративных сообществ Соединённых Штатов в жизни местного самоуправления. 

## Население
К 2018 году численность населения возросла до 530 093 человек. По данным переписи населения США 2010 года численность населения составляла 494 665 человек; плотность — 4404,5 чел./км²; расовый состав: 49,6 % белые, 12,6 % азиаты, 8,3 % чернокожие, 1,7 % коренных американцев, 0,2 % гавайцев или выходцев с островов Океании, 22,6 % другие расы, 5 % потомки двух и более рас. В городе существует значительная армянская и хмонгская общины.
В городе 171 288 домов, средняя плотность 588,9 на км². 49,1 % домов занято домовладельцами (47,6 % населения), а 50,9 % домов - арендное жильё в котором живут 50,6%. Процент пустующих домов 2,6%
По состоянию на 2000 год медианный доход на одно домашнее хозяйство в городе составлял $32 236, доход на семью $35 892. У мужчин средний доход $32 279, а у женщин $26 551. Средний доход на душу населения $15 010. 20,5 % семей или 26,2 % населения находились ниже порога бедности, в том числе 36,5 % молодёжи младше 18 лет и 10,7 % взрослых в возрасте старше 65 лет.

## Достопримечательности
- Подземные сады Форестьере — уникальные фруктовые сады под землёй, построенные одним человеком в течение 40 лет.
- Старый фиговый сад[англ.]
- Водонапорная башня (Фресно)[англ.]

## Климат
Климат Фресно средиземноморский (в классификации Кёппена — Csa), с мягкой, влажной зимой и очень долгим, жарким и сухим летом. Среднегодовое количество осадков составляет около 292 мм, что, по определению, классифицирует район как полупустынный.
Среднегодовой показатель солнечного сияния составляет 3564 часа.
| Показатель                    | Янв. | Фев. | Март | Апр. | Май  | Июнь | Июль | Авг. | Сен. | Окт. | Нояб. | Дек. | Год  |
| ----------------------------- | ---- | ---- | ---- | ---- | ---- | ---- | ---- | ---- | ---- | ---- | ----- | ---- | ---- |
| Средний суточный максимум, °C | 12,2 | 16,5 | 19,2 | 23,9 | 29,0 | 33,7 | 37,0 | 35,9 | 32,2 | 26,5 | 18,1  | 12,0 | 24,7 |
| Средняя температура, °C       | 7,6  | 10,6 | 12,8 | 16,2 | 20,5 | 24,7 | 27,7 | 26,8 | 23,6 | 18,4 | 12,0  | 7,4  | 17,3 |
| Средний суточный минимум, °C  | 3,0  | 4,7  | 6,3  | 8,5  | 12,0 | 15,7 | 18,3 | 17,6 | 14,8 | 10,3 | 5,8   | 2,8  | 10,0 |
| Норма осадков, мм             | 50   | 46   | 48   | 24   | 8    | 3    | 0    | 0    | 3    | 13   | 26    | 41   | 269  |
| Источник: World Climate       |      |      |      |      |      |      |      |      |      |      |       |      |      |

## Города-побратимы
- Баакуба, Ирак[6]
- Верона, Италия[7]
- Koти, Япония[8]
- Мюнстер, Германия[9]
- Тараз, Казахстан[10]
- Вагаршапат, Армения[9]
- Тайшань, Китай[9]
- Ним, Франция[9]